# Musée des Beaux-Arts Hayashibara
Le musée des Beaux-Arts Hayashibara (林原美術館, Hayashibara Bijutsukan) est une propriété du Hayashibara Group, située au 2-7-15 Marunouchi, Kita-ku, à Okayama, sur le site d'une ancienne maison d'hôtes au bord de la douve intérieure du château d'Okayama. Sa superficie intérieure de 6,832 m2 est décorée par Kunio Maekawa.
Le propriétaire de la collection est Ichiro Hayashibara, et le musée ouvre ses portes en 1964, pour honorer ses dernières volontés d'exposer sa collection au public avant sa mort. Le musée possède environ 10 000 objets provenant de la collection personnelle de Hayashibara, y compris des épées, des armures, et des poteries recueillies par M. Hayashibara, ainsi que des costumes nô, des meubles, des peintures et des laques du clan Ikeda. Le musée lui-même dispose d'un espace limité, aussi les expositions sont-elles renouvelées 4-5 fois par an.

## Collection
Le musée abrite 26 biens culturels importants et 3 trésors nationaux, dont une armure de samouraï dō-maru indigo du XIVe siècle utilisée par un samouraï de haut rang. Beaucoup des épées Bizen et des poteries sont aussi des trésors nationaux.